# Wiek (Rúgia)
Wiek é um município da Alemanha localizado no distrito de Pomerânia Ocidental-Rúgia, estado de Meclemburgo-Pomerânia Ocidental. Pertence ao Amt de Rúgia do Norte.